# Desa Padaasih (administrativ by i Indonesien, lat -6,84, long 107,56)
Desa Padaasih är en administrativ by i Indonesien.   Den ligger i provinsen Jawa Barat, i den västra delen av landet, 100 km sydost om huvudstaden Jakarta.